# Lijst van rijksmonumenten in Usselo
De plaats Usselo telt 14 inschrijvingen in het rijksmonumentenregister.
| Object                                                                                      | Oorspronkelijke functie?  | Bouwjaar              | Architect | Locatie                       | Coördinaten?                  | Nr.?   | Afbeelding                                                                                  |
| ------------------------------------------------------------------------------------------- | ------------------------- | --------------------- | --------- | ----------------------------- | ----------------------------- | ------ | ------------------------------------------------------------------------------------------- |
| Groot Brunink                                                                               | Boerderij                 | 1849                  |           | Bruninkslaan 24               | 52° 10' 37" NB, 6° 52' 37" OL | 15287  | Meer afbeeldingen                                                                           |
| Eulderink                                                                                   | Boerderij                 |                       |           | Eulderinkweg 22               | 52° 12' 31" NB, 6° 49' 56" OL | 15291  | Meer afbeeldingen                                                                           |
| Slim                                                                                        | Boerderij                 |                       |           | Helmerhoekweg 45              | 52° 11' 42" NB, 6° 50' 53" OL | 15295  | Meer afbeeldingen                                                                           |
| Helmer                                                                                      | Boerderij                 | 19e eeuw (tuinkoepel) |           | Helmerstraat 203              | 52° 11' 42" NB, 6° 50' 44" OL | 15298  | Meer afbeeldingen                                                                           |
| 'Het Tijberend'                                                                             | Boerderij                 |                       |           | Rosinkweg 40                  | 52° 12' 22" NB, 6° 49' 47" OL | 15311  | Meer afbeeldingen                                                                           |
| IJzeren hek, afkomstig van den duno bij arnhem                                              | Begraafplaats en -onderdl | 19e eeuw              |           |                               | 52° 12' 8" NB, 6° 49' 40" OL  | 15323  | Meer afbeeldingen                                                                           |
| Wissinks Möl                                                                                | Industrie- en poldermolen | 1802                  |           | Helmerstraat                  | 52° 11' 45" NB, 6° 49' 49" OL | 18883  | Meer afbeeldingen                                                                           |
| Terrein waarin overblijfselen van bewoning                                                  | Archeologisch monument    | laat palaeolithicum   |           |                               | 52° 10' 41" NB, 6° 50' 41" OL | 45367  | Upload foto                                                                                 |
| Terrein waarin overblijfselen van bewoning                                                  | Archeologisch monument    | laat palaeolithicum   |           |                               | 52° 10' 53" NB, 6° 50' 45" OL | 45368  | Upload foto                                                                                 |
| Zwerfkei in weide achter Broekheurnerheegde; scheiding tussen Usseler- en Buursermarke      | Grensafbakening           |                       |           | Broekheurnerheegde            | 52° 9' 46" NB, 6° 52' 19" OL  | 46591  | Zwerfkei in weide achter Broekheurnerheegde; scheiding tussen Usseler- en Buursermarke      |
| Berktepaal aan de Moorveenweg; scheiding tussen Usseler- en Buursermarke                    | Grensafbakening           |                       |           | Berktepaal                    | 52° 9' 55" NB, 6° 51' 25" OL  | 46592  | Berktepaal aan de Moorveenweg; scheiding tussen Usseler- en Buursermarke                    |
| Slagersmatenpaal in weide aan de Leppeweg; scheiding tussen Usseler- en Buursermarke        | Grensafbakening           |                       |           | Slagersmatenpaal a/d Leppeweg | 52° 10' 15" NB, 6° 49' 40" OL | 46593  | Slagersmatenpaal in weide aan de Leppeweg; scheiding tussen Usseler- en Buursermarke        |
| Leppenpaal in weide bij Oude Haaksbergerdijk 310; scheiding tussen Usseler- en Buursermarke | Grensafbakening           |                       |           | Oude Haaksbergerdijk bij 310  | 52° 10' 14" NB, 6° 48' 50" OL | 46594  | Leppenpaal in weide bij Oude Haaksbergerdijk 310; scheiding tussen Usseler- en Buursermarke |
| De Helmer                                                                                   | Boerderij                 | 1930                  | Jan Jans  | Helmerstraat 201              | 52° 11' 42" NB, 6° 50' 44" OL | 510595 | Meer afbeeldingen                                                                           |